# Barhani Bazar
Barhani Bazar là một thị xã và là một nagar panchayat của quận Siddharthnagar thuộc bang Uttar Pradesh, Ấn Độ.

## Nhân khẩu
Theo điều tra dân số năm 2001 của Ấn Độ, Barhani Bazar có dân số 11.824 người. Phái nam chiếm 53% tổng số dân và phái nữ chiếm 47%. Barhani Bazar có tỷ lệ 60% biết đọc biết viết, cao hơn tỷ lệ trung bình toàn quốc là 59,5%: tỷ lệ cho phái nam là 68%, và tỷ lệ cho phái nữ là 50%. Tại Barhani Bazar, 18% dân số nhỏ hơn 6 tuổi.